# Krystyna Jazieniecka-Wytyczak
Krystyna Alicja Jazienicka-Wytyczak (ur. 5 lipca 1935 w Katowicach) – polska lekarz internista, pediatra, wieloletnia dyrektor Uzdrowiskowego Szpitala Kardiologicznego dla dzieci w Polanicy-Zdroju (1962-1997), pisarka, regionalistka.

## Życiorys

### Młodość i wykształcenie
Urodziła się w 1935 roku w Katowicach. Okres II wojny światowej przeżyła z matką pod Lwowem, gdzie rozpoczęła naukę w szkole powszechnej, kończąc ją już w 1948 roku w Szczawnie-Zdroju, a liceum w Wałbrzychu. Następnie studiowała medycynę na Akademii Medycznej we Wrocławiu. Po odbyciu stażu od 1957 roku pracowała w III Klinice Chorób Wewnętrznych prof. E. Szczeklika we Wrocławiu, jako stypendystka Podyplomowego Centrum Szkolenia Medycznego w Warszawie, z półrocznym pobytem w Świeradowie-Zdroju jako asystent kliniki.

### Praca zawodowa
Od 1960 roku pracowała w Polanicy-Zdroju jako lekarz chorób wewnętrznych w sanatorium dla dorosłych i jako ordynator Kardiologicznego Sanatorium Dziecięcego. W 1962 roku została dyrektorem sanatorium, które uzyskało wówczas rangę Uzdrowiskowego Szpitala Kardiologicznego dla dzieci. Na tym stanowisku pracowała przez następne 35 lat, uzyskując kolejno dwa stopnie specjalizacji z chorób wewnętrznych i z pediatrii. Od 1970 roku przebywała na stypendium naukowym w Londynie, a w 1975 roku skierowano ją do Jugosławii w celu zapoznania się z uzdrowiskami w Macedonii. Pod kierunkiem prof. A. Chrościckiego napisała wiele prac naukowych, brała udział we wszystkich zjazdach kardiologów polskich organizując także pięć ogólnopolskich zjazdów kardiologów dziecięcych w Polanicy pod nazwą Dni Kardiologii Dziecięcej. W latach 1972–1985 odgrywała rolę sekretarza Terenowego Koła Polskiego Towarzystwa Lekarskiego w Polanicy, a także szefa naukowego lekarzy uzdrowiska Polanica. W 1990 roku obroniła pracę doktorską pt. Ocena wyników leczenia i rehabilitacji dzieci z wrodzonymi wadami serca w materiale Uzdrowiskowego Dziecięcego Szpitala Kardiologicznego. Ukończyła studia podyplomowe: najpierw z zakresu bibliotekoznawstwa i informacji naukowej, a już na emeryturze z marketingu.

### Praca w samorządzie
W latach 70. XX wieku przez dwie kadencje zasiadała w Miejskiej Radzie Narodowej, pracując w komisji zdrowia i opieki społecznej. W 2006 roku została wybrana radną Radzie Miejskiej, a mandat ten pełniła do 2010 roku.

### Działalność pisarska
Napisała kilka książek o losach swojej rodziny, m.in.: Pod urokiem ojca, To nie było pieskie życie i książkę-pamiętnik lekarza sanatoryjnego opisujący 37 lat pracy w sanatorium dziecięcym pt. ...prawdziwsze od szczęścia. Zapisała tam wydarzenia z życia sanatoryjnego i rodzinnego, opowiedziała o zdobywaniu sprzętu medycznego i budowie własnego domu, o swoich podróżach. W 2005 roku była redaktorką drugiego tomu, wydanej przez Towarzystwo Miłośników Polanicy monografii o Polanicy-Zdroju pt. Polanica wczoraj i dziś, pisząc do niej większość rozdziałów. Od 2005 roku przewodniczy również radzie programowej pisma TMP Nieregularnik Polanicki.

### Odznaczenia
W czasie swojej pracy zawodowej została wielokrotnie nagrodzona, m.in. odznaką Wzorowego Pracownika Służby Zdrowia, medalem Zasłużony dla Miasta Polanicy (nr 53), medalem XX-lecia Zespołu Uzdrowisk Kłodzkich, Brązowym  i Srebrnym Krzyżem Zasługi oraz szeregiem dyplomów za pracę zawodową i społeczną.